# چینتسیا لئونه
چینتسیا لئونه (ایتالیایی: Cinzia Leone؛ زادهٔ ۴ مارس ۱۹۵۹) بازیگر اهل ایتالیا است.
از فیلم‌ها یا مجموعه‌های تلویزیونی که وی در آن‌ها نقش داشته است، می‌توان به دلسوزی برای شاه‌میگو و زنان دامن‌پوش اشاره نمود.